# خوان فرنسيسكو غونزاليس
خوان فرنسيسكو غونزاليس (بالإسبانية: Juan Francisco González)‏ هو رسام تشيلي، ولد في 25 سبتمبر 1853 في سانتياغو في تشيلي، وتوفي بنفس المكان في 4 مارس 1933.